# Iwan Szeriediega
Iwan Samsonowicz Szeriediega (ros. Иван Самсонович Шередега, ur. 17 kwietnia?/30 kwietnia 1904 w Zinkowie w guberni połtawskiej, zm. w maju 1977 w Moskwie) – radziecki wojskowy ukraińskiego pochodzenia, funkcjonariusz organów bezpieczeństwa, generał porucznik, dowódca Wojsk Wewnętrznych NKWD ZSRR (1942-1944).

## Życiorys
Od września 1925 do września 1928 elew Szkoły Czerwonych Dowódców Armii Czerwonej, od września 1929 do maja 1935 kolejno dowódca plutonu i kompanii batalionu szkolnego, dowódca szkolnej grupy manewrowej, instruktor przygotowania batalionu szkolnego i dowódca dywizjonu piechoty 24 Pogranicznego Oddziału Głównego Zarządu Bezpieczeństwa Państwowego w Mohylowie Podolskim. Od 1929 w WKP(b), od maja 1935 do listopada 1938 studiował w Akademii Wojskowej im. Frunzego w Moskwie, w listopadzie-grudniu 1938 komendant szkoły Wydziału I Głównego Zarządu Bezpieczeństwa Państwowego w stopniu majora Armii Czerwonej. Od 29 grudnia 1938 do 27 marca 1939 pomocnik szefa Wydziału Śledczego NKWD ZSRR, 25 lutego 1939 mianowany majorem bezpieczeństwa państwowego, od 27 marca do 20 kwietnia 1939 szef Zarządu NKWD obwodu ussuryjskiego, od 20 kwietnia 1939 do 23 kwietnia 1942 szef Wydziału Mobilizacyjnego NKWD ZSRR, od 23 kwietnia 1939 kombrig, a od 4 czerwca 1940 generał major. 
Od 24 września do 25 października 1941 szef III Wydziału Specjalnego NKWD ZSRR, od 28 kwietnia 1942 do 28 października 1944 szef Głównego Zarządu Wojsk Wewnętrznych NKWD ZSRR, 8 kwietnia 1944 awansowany na generała porucznika. W październiku-listopadzie 1944 w dyspozycji Wydziału Kadr NKWD ZSRR, od 28 listopada 1944 do 20 stycznia 1945 p.o. komendanta, a od 20 stycznia 1945 do 7 grudnia 1946 komendant Wyższej Szkoły Oficerskiej NKWD/MSW ZSRR. Od 7 grudnia 1946 do 14 lutego 1947 kierownik kursu Instytutu Wojskowego MSW ZSRR, od 14 lutego 1947 do 19 listopada 1949 szef Zarządu MSW obwodu sachalińskiego, od 19 listopada 1949 do 12 marca 1953 szef Głównego Zarządu Lokalnej Obrony Przeciwlotniczej MSW ZSRR. Od 12 marca 1953 do 20 kwietnia 1954 szef Zarządu Służby Lokalnej Obrony Przeciwlotniczej MSW ZSRR, od 20 kwietnia 1954 do 8 lipca 1955 szef Głównego Zarządu Służby Lokalnej Obrony Przeciwlotniczej MSW ZSRR, od 19 czerwca 1954 do 23 lipca 1959 członek Kolegium MSW ZSRR, od 8 lipca 1955 do 27 lipca 1959 szef sztabu Lokalnej Obrony Przeciwlotniczej MSW ZSRR.

## Odznaczenia
- Order Czerwonego Sztandaru (dwukrotnie - 4 kwietnia 1943 i 10 grudnia 1945)
- Order Suworowa II klasy (8 marca 1944)
- Order Kutuzowa II klasy (21 września 1945)
- Order Wojny Ojczyźnianej I klasy (7 lipca 1944)
- Order Czerwonej Gwiazdy (26 kwietnia 1942)
- Order „Znak Honoru” (27 kwietnia 1940)
- Medal „Za zwycięstwo nad Niemcami w Wielkiej Wojnie Ojczyźnianej 1941–1945” (9 maja 1945)
- Medal jubileuszowy „30 lat Armii Radzieckiej i Floty” (1948)
- Odznaka "Zasłużony Funkcjonariusz NKWD" (1944)

I medale.